# Ерсен Мартін
Ерсен Мартін (тур. Ersen Martin; 23 травня 1979, Марктредвіц, ФРН — 19 березня 2024) — турецький футболіст, центральний нападник.

## Клубна кар'єра
Народився в місті Марктредвіц, Федеративна Республіка Німеччина. Футбольну кар'єру розпочав у «Нюрнберзі». В німецькій Бундеслізі провів 20 хвилин, у виїзному поєдинку (0:1) проти «Фрайбурга» (у сезоні 1998/99 років). Після цього виїхав до Туреччини, виступав у «Бешикташі», «Сіірітспорі», «Гезтепе», «Денізліспорі» та «Анкараспорі».
У сезоні 2006/07 років виступав за «Трабзонспор», у складі якого став 8-м найкращим бомбардиром чемпіонату Туреччини, допоміг команді фінішувати на 4-у місці в Суперлізі та кваліфікуватися для участі в Кубку УЄФА. У серпні 2007 року погодив контракт з представником іспанської Ла-Ліги «Рекреатіво», проте угода зірвалася й Ерсен залишився в «Трабзонспорі», у жовтні ФІФА визнала Мартіна гравцем іспанського клубу– Ерсен мав подвійне громадянство, але його статус змінився 2007 року, коли набули чинності зміни в німецькому законодавстві, отож свій дебютний сезон за анадлусійців провів у статусі легіонера.
3 лютого 2008 року Ерсен, дебютував за «Рекреатіво», дещо дебютував, у програному (1:2) виїзному поєдинку проти «Севільї», проте вже через вісім хвилин після виходу на заміну отримав червону картку за неадекватний вчинок. 27 квітня вперше вийшов у стартовому складі команди та відзначився дебютним голом за «Рекре» в переможному (2:0) поєдинку іспанської Сегунди проти «Леванте», а також відзначився гольовою передачею на Хав'єру Камуньяса.
1 липня 2009 року Ерсен підписав 2-річний контракт з «Сівасспором», й, таким чином, припинив спекуляції, за якими турок начебто повинен був приєднатися до шотландського «Гарт оф Мідлотіан». 4 серпня відзначився дебютним голом за клуб, у третьому кваліфікаційному раунді Ліги чемпіонів: на 12-й хвилині матчу-відповіді в переможному (3:1) домашньому поєдинку проти «Андерлехта» відзначився першим голом у турнірі (6:3 з загальним рахунком).
Після невдалої для себе першої половини сезони 2009/10 років Ерсен перейшов до «Манісаспору». У вище вказаному сезоні не відзначився жодним голом, й команда ледь не вилетіли з чемпіонату (15 та 14-і місця).
Наприкінці кар'єри грав за турецькі клуби «Касимпаша», «Генчлербірлігі» та «Еюпспор».

## Кар'єра в збірній
Виступав за юнацьку та молодіжну збірні Туреччини.
Дебютував за національну збірну Туреччини 18 серпня 2004 року в програному (1:2) товариському поєдинку проти збірної Білорусі. Два роки по тому зіграв ще в двох товариських матчах.

## Особисте життя
Молодший брат Ерсена, Еркан, також професіональний футболіст.